# Acarajé

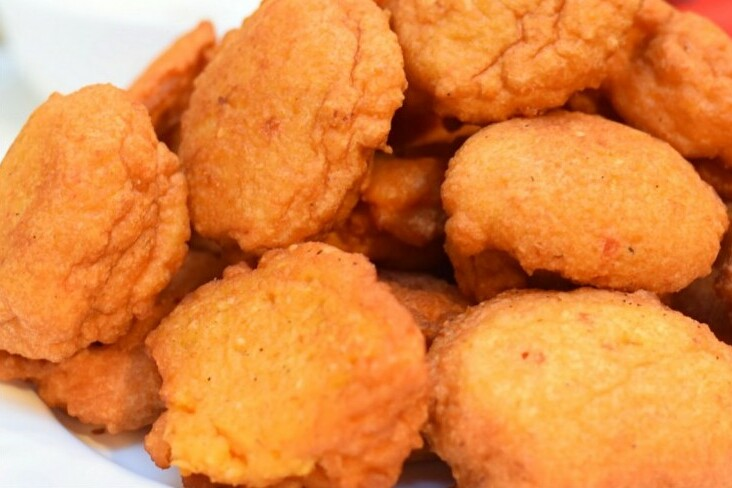
ẩm thực

Acarajé là một món ăn trong ẩm thực Brasil và ẩm thực Nigeria. Đậu trắng được nghiền nhỏ sau đó nặn thành hình cầu với phần nhân bên trong làm từ tôm và dầu giấm sau đó đem chiên trong dầu cọ. Bánh Acarje thường được ăn với salad làm bằng cà chua, tương ớt và tôm chiên. Ở Brasil người ta còn chế biến món Acaraje chay với thành phần làm từ ớt và cà chua.